# August Bogusch
August Raimond Bogusch (5. srpna 1890 – 24. ledna 1948) byl nacistický důstojník SS, válečný zločinec v hodnosti SS-Scharführer, který sloužil jako dozorce v koncentračních táborech Osvětim, Buchenwald a Mauthausen-Gusen. Po skočení druhé světové války byl odsouzen k trestu smrti a následně oběšen.

## Život
Narodil se v hornoslezkém Lublinci. Do NSDAP vstoupil v říjnu 1932 a do SS v dubnu 1933 (s členským číslem 51 922). V roce 1939 byl nejdříve poslán do Buchenwaldu, následně do Osvětimi, kde působil od ledna 1941 až do ledna 1945.
Zde se často podílel na táborových selekcích. Zvláštní nenávist choval zvláště k polským vězňům, které s oblibou bezdůvodně bičoval. Krátce před osvobozením Osvětimi v lednu 1945 byl poslán to tábora Mysen poblíž Osla, krátce na to zpátky do Buchenwaldu a následně byl převelen do Mauthausenu.
Po válce byl zadržen Spojenci a následně vydán do Polska. Byl souzen v Krakově v Auschwitzkém procesu, v němž byl odsouzen k trestu smrti. Oběšen byl 24. ledna 1948 v krakovské věznici Montelupich.